# Pfaffing (Germania)
Pfaffing è un comune tedesco di 3 850 abitanti, situato nel land della Baviera.